# Rhantus bouvieri
Rhantus bouvieri – gatunek wodnego chrząszcza z rodziny pływakowatych, podrodziny Colymbetinae i rodzaju Rhantus.

## Taksonomia
Gatunek został opisany w 1900 przez Maurice’a Auguste’a Régimbarta. Nazwa gatunkowa została nadana na cześć Eugène’a Louisa Bouviera, francuskiego entomologa.

## Opis
Głowa ceglasta z ciemnymi plamami za oczami i wewnątrz nich oraz gęstą mikropunktacją i niepełnym mikrosiateczkowaniem. Przedplecze ciemnoceglasto-rdzawe z dwoma wydłużonymi, wielokątnymi plamkami, wąsko lub tylko częściowo oddzielonymi od siebie. Pokrywy ciemnoceglaste z czarnymi zawirowaniami i mikrorzeźbą w postaci podwójnego siateczkowania, które miejscami jest niewidoczne. Strona brzuszna ciemnobrązowa do czarnej. Sternity odwłoku z ceglastymi plamkami wzdłuż krawędzi bocznych. Epipleury i odnóża ceglaste.
Pazurki pierwszej pary odnóży u samca jednakowej długości, w widoku bocznym proste od nasady po wierzchołki. Pazurki drugiej pary odnóży jednakowo grube, lecz przednie nieco dłuższe niż tylne. Penis w widoku grzbietowym równo ścięty ku wierzchołkowi, a w bocznym ze stosunkowo silnym wygięciem u nasady. Paramery o wewnętrznych brzegach falowanych.

## Habitat
Żyje w rzekach, strumieniach i zarośniętych sadzawkach, na wysokości od 1420 do 2070 m n.p.m..

## Występowanie
Gatunek ten jest endemitem Madagaskaru. Znany wyłącznie z gór Andringitra i rezerwatu Manjakatompo w górach Ankaratra.